# Alimodian

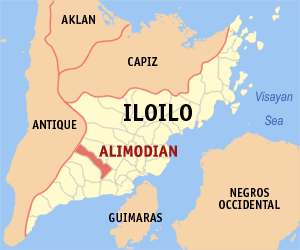
Bản đồ Iloilo với vị trí của Alimodian

Alimodian là một đô thị hạng 4 ở tỉnh Iloilo, Philippines. Theo điều tra dân số năm 2000 của Philipin, đô thị này có dân số 31.494 người trong 5.963 hộ.

## Các đơn vị hành chính
Alimodian được chia ra 51 barangay.
| - Abang-abang - Agsing - Atabay - Ba-ong - Baguingin-Lanot - Bagsakan - Bagumbayan-Ilajas - Balabago - Ban-ag - Bancal - Binalud - Bugang - Buhay - Bulod - Cabacanan Proper - Cabacanan Rizal - Cagay | - Coline - Coline-Dalag - Cunsad - Cuyad - Dalid - Dao - Gines - Ginomoy - Ingwan - Laylayan - Lico - Luan-luan - Malamhay - Malamboy-Bondolan - Mambawi - Manasa - Manduyog | - Pajo - Pianda-an Norte - Pianda-an Sur - Punong - Quinaspan - Sinamay - Sulong - Taban-Manguining - Tabug - Tarug - Tugaslon - Ubodan - Ugbo - Ulay-Bugang - Ulay-Hinablan - Umingan - Poblacion |